# Liudmila Yezhova
Liudmila Yezhova (Moscú, Rusia, 4 de marzo de 1982) es una gimnasta artística rusa, medallista de bronce olímpica en 2004 por equipos, y dos veces subcampeona mundial en 2001 en equipos y la prueba de la viga de equilibrio.

## Carrera deportiva
En el Mundial de Gante 2001 gana la plata en equipos, tras Rumania (oro) y delante de Estados Unidos (bronce); y también la plata en la barra de equilibrio, tras la rumana Andreea Raducan y por delante de la china Sun Xiaojiao.
En el Mundial de Debrecen 2002 gana el bronce en asimétricas, tras la estadounidense Courtney Kupets y la rumana Oana Petrovschi.
En el Mundial de Anaheim 2003 gana el bronce en barra de equilibrio, tras la china Fan Ye y la rumana Catalina Ponor.
En los JJ. OO. de Atenas 2004 consigue el bronce en equipos, tras Rumania y Estados Unidos. Sus compañeras de equipo fueron las gimnastas: Yelena Zamolódchikova, Svetlana Jórkina, María Kriuchkova, Anna Pávlova y Natalia Zigánshina.